# Pemphredon
Pemphredon (лат.) — род песочных ос (Crabronidae) из подсемейства Pemphredoninae. Описано более 60 видов, некоторые из которых, возможно, синонимы. Охотятся на равнокрылых (Homoptera), в основном, из семейства настоящие тли (Aphididae).

## Внешний вид
Мелкие осы (длина редко превышает 1 см), обычно чёрного цвета. Брюшко с длинным стебельком (по длине превосходящим задние тазики). Мандибулы с 3—6 зубцами (иногда с двумя). Переднеспинка закругленная. Пигидиальное поле самок узкое. Передние крылья с 1 субдискоидальной и 2 дискоидальными ячейками. Птеростигма мелкая, субмаргинальная ячейка крупнее её. Усики самца 13-члениковые, самки — 12-члениковые. Нижнечелюстные щупики состоят из 6 члеников, а нижнегубные — из 4.

## Биология
Гнёзда устраивают в различных полостях древесины и вообще стеблей растений, как готовых (стебли тростника, галлы) так и самостоятельно выгрызенных. Гнездо состоит из многих ячеек, перегородки между которыми сделаны из опилок, иногда перегородки отсутствуют. Пока гнездо заполняется провизией, вход в него остаётся открытым, после он тоже закупоривается опилками.
В качестве питания для будущих личинок самка закладывает в каждую ячейку несколько десятков тлей. Их она убивает укусом челюстей или жалом, и переносит в гнездо по воздуху, держа во рту. Когда ячейка заполнена, самка откладывает яйцо на одну из тлей и переходит к следующей ячейке.
В гнёздах ос рода Pemphredon паразитируют:
- блестянки Omalus,
- наездники Hoplocryptus, Caenocryptus, Perithous, Gasteruption,
- хальциды Habrocytus, Eurytoma, Diomorus,
- мухи Anthrax и Senotainia.

## Виды и распространение
В состав рода входит много трудноразличимых видов, в то же время изменчивость некоторых из них велика, поэтому численность рода различается у разных авторов. Дольфус признаёт 37 видов, Казенас указывает «около 60 видов».
Большая часть видов встречается в умеренных широтах Северного полушария (как в Евразии, так и в Америке), лишь несколько — на севере Ориентальной области.
В Казахстане известно 10 видов, на Дальнем Востоке РФ — 11 видов.
Согласно «Аннотированному каталогу перепончатокрылых насекомых России» (2017), в мире более 40 видов, в Палеарктике 28, в России 16.
Список видов:
- Pemphredon austriaca (Kohl, 1888)
- Pemphredon baltica (Merisuo in Merisuo & Valkeila, 1972)
- Pemphredon beaumonti Hellén, 1955
- Pemphredon bocae (R. Bohart, 1993)
- Pemphredon clypealis Thomson, 1970
- Pemphredon confertim W. Fox, 1892
- Pemphredon diervillae Iwata, 1933
- Pemphredon enslini Wagner, 1932
- Pemphredon fabricii (M. Müller, 1911)
- Pemphredon fischen Dollfuss, 1993
- Pemphredon flavistigma Thomson, 1874
- Pemphredon fiiscipemis Cameron, 1897
- Pemphredon foxii Rohwer, 1917
- Pemphredon gennelli (Rohwer, 1910)
- Pemphredon gusenleitneri Dollfuss, 1993
- Pemphredon inornata Say, 1824
- Pemphredon japonicum Matsumura, 1912
- Pemphredon kashmirensis Dollfuss, 1993
- Pemphredon koreanus Tsuneki, 1951
- Pemphredon krombeini Tsuneki, 1960
- Pemphredon laotis Dollfuss, 1993
- Pemphredon lethifer (Shuckard, 1837)
- Pemphredon lugens Dahlbom, 1843
- Pemphredon lugubris (Fabricius, 1793)
  - =Crabro lugubris Fabricius, 1793 typus
- Pemphredon maurusius Valkeila, 1972
- Pemphredon menkei R. Bohart, 1993
- Pemphredon montana Dahlbom, 1845
- Pemphredon montanella Dollfuss, 1993
- Pemphredon morio Van der Linden, 1829
- Pemphredon mortifer  Valkeila
- Pemphredon nearctica Kohl, 1890
- Pemphredon oreades Valkeila, 1972
- Pemphredon orientalis Valkeila, 1972
- Pemphredon podagrica Chevrier, 1870
- Pemphredon pulawskii Dollfuss, 1993
- Pemphredon rileyi W. Fox, 1892
- Pemphredon rugifer  (Dahlbom, 1844)
- Pemphredon shirozui Tsuneki, 1966
- Pemphredon spielleitneri Dollfuss, 1995
- Pemphredon sudai Tsuneki, 1972
- Pemphredon tridentata Gussakovskij, 1952
- Pemphredon wesmaeli (A.Morawitz)
- Другие

## Определение
Для определения вида важны следующие признаки: форма вершины наличника, пропорции головы и усиков, форма тилоидов (или их отсутствие) у самцов, скульптура скутума, жилкование переднего крыла и некоторые другие.